# 10657 Wanach
10657 Wanach eller 2251 T-1 är en asteroid i huvudbältet som upptäcktes den 25 mars 1971 av den nederländsk-amerikanske astronomen Tom Gehrels och det nederländska astronomparet Ingrid van Houten-Groeneveld och Cornelis Johannes van Houten vid Palomarobservatoriet. Den är uppkallad efter astronomen Bernhard Karl Wanach.
Asteroiden har en diameter på ungefär 4 kilometer och den tillhör asteroidgruppen Agnia.